# SV Delbrückschächte Hindenburg

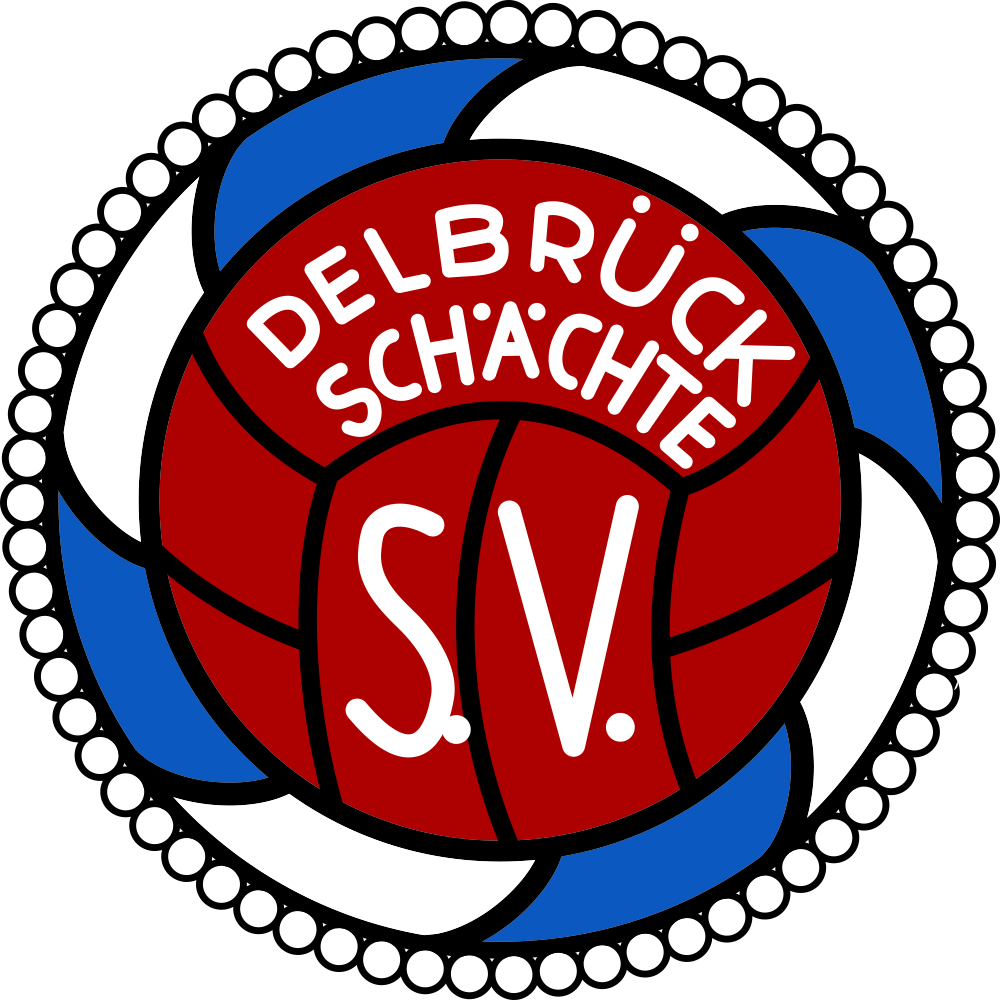
Andere Variation des Wappens

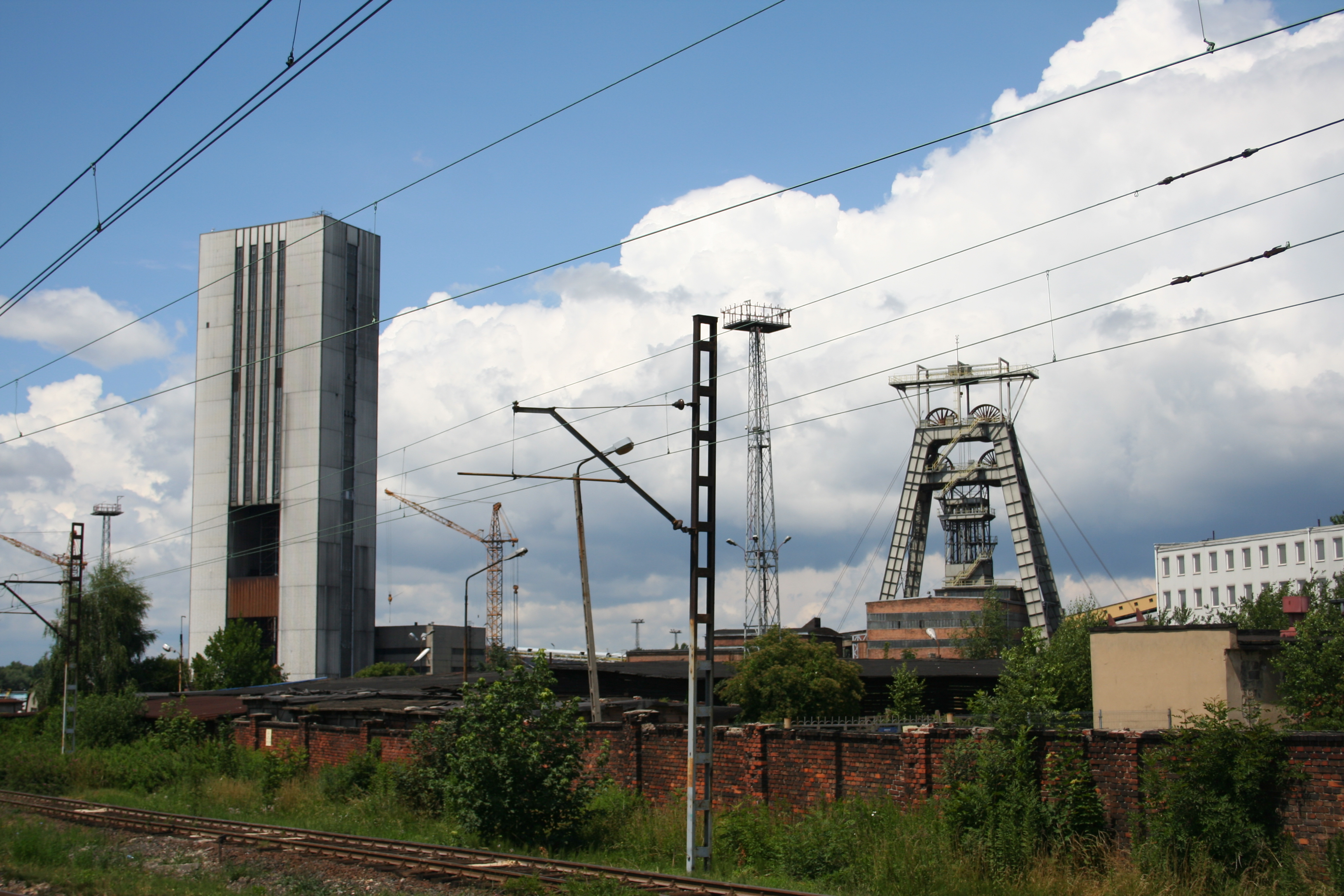
Die ehemaligen Delbrückschächte

Der SV Delbrückschächte Hindenburg war ein deutscher Sportverein im oberschlesischen Hindenburg, das heute als Zabrze zu Polen gehört.

## Geschichte
1900 wurde bei Makoschau mit dem Bau zweier Schächte, die „Zero-Schächta“ genannt wurden, begonnen. Die neue Grube wurde „Delbrückschächte“ genannt und entwickelte sich sehr dynamisch.
Den Namen erhielt die Grube zu Ehren des preußischen Handelsministers Clemens Delbrück.
Schon vor dem Ersten Weltkrieg bildeten die im Bergbau tätigen Einwohner 90 % der Dorfeinwohner von Makoschau. Die Schlesischen Aufstände erstreckten sich auch auf Makoschau und die benachbarten Ortschaften. Infolge der Abstimmung und mit dem Beschluss des Botschafterrates wurde 1922 während der Teilung Oberschlesiens Makoschau Polen zuerkannt, die Grube „Delbrück“ blieb bei Deutschland.
Der Verein wurde 1922 als SV Delbrückschächte Hindenburg gegründet und gehörte dem Südostdeutschen Fußball-Verband an. Zur Saison 1927/28 stieg Hindenburg in die damals oberste Bezirksliga Oberschlesien auf. Nach vier Jahren Spielbetrieb in dieser Liga musste der Verein in der Saison 1930/31 den Abstieg hinnehmen und spielte fortan zweitklassig. 1933 wurde die Gauliga Schlesien gegründet. Der SV Delbrückschächte verpasste auf Grund der Zweitklassigkeit die Qualifikation zur Gauliga, konnte sich aber durch eine vordere Platzierungen für die ebenfalls neu geschaffene, zweitklassige Bezirksliga Oberschlesien 1933/34 qualifizieren. Nach der Saison 1934/35 zog sich der Verein aus dieser Liga zurück, ob danach noch ein Spielbetrieb stattfand ist aktuell nicht überliefert. Spätestens durch die Kriegsfolgen und die daraus resultierende Zusprechung Hindenburgs zu Polen erlosch der Verein 1945.